# Джорджо Армани
Джорджо Армани (на италиански: Giorgio Armani) е известен италиански моден дизайнер, основател на компанията Armani. Той е един от най-богатите хора в Италия.

## Произход и образование
Роден е в Пиаченца, Италия на 11 юли 1934 г. в семейството на Уго Армани (счетоводител в транспортна компания) и Мария Раймонди. Има по-голям брат, Серджо, и по-малка сестра, Розана. Докато учи в Liceo Scientifico Leonardo da Vinci в Милано, Армани мечтае за кариера в медицината, особено след като прочита романа на Арчибалд Кронин „Цитаделата“. Записва се да следва медицина в Миланския университет, но през 1953 г., след три години следване, прекъсва и се записва в армията. След като служи в армията в продължение на две години, той изоставя следването си напълно и през 1957 г. намира работа като асистент и купувач в La Rinascente в Милано, тогава един от най-шикозните универсални магазини в Европа. Поради медицинското си образование той е назначен във Военна болница във Верона, благодарение на което посещава представления на Арена ди Верона.

## Кариера
Започва да създава нови модели през 1970 година, които се продават в няколко модни къщи в Италия. През 1974 г. е представена неговата първа колекция, която преминава при голям успех. Истинската слава го достига през 1975 г.
Армани е сред водещите модни дизайнери в света, диктуващи модата на вече няколко поколения. Освен облекло, той има в колекциите си аксесоари, часовници и бижутерия.
Той е сред първите дизайнери, забранили участието на модели с индекс на телесната маса (BMI) под 18 след смъртта на модела Ана Каролина Рестън през 2006 г. вследствие на анорексия нервоза.

## Личен живот
Армани е открито бисексуален. Той има връзка със своя бизнес партньор, архитекта Серджо Галеоти от 1975 до смъртта на Галеоти през 1985 г.